# Histatine
Histatine sind Proteine, die im Speichel mancher Säugetiere vorkommen. Sie hemmen bakterielle Proteasen und fördern die Wundheilung der Mundschleimhaut. Sie sind beteiligt am Aufbau der äußersten Eiweißschicht des Zahnschmelzes (engl. pellicle). Histatine und Statherine, die die Calciumkonzentration des Speichels stabilisieren, gehören zu einer Familie ähnlicher Proteine.

## Einteilung
Man unterscheidet beim Menschen bis zu 26 verschiedene Histatine, die zum überwiegenden Teil aus 20–40 Aminosäuren bestehen. Zwölf davon wurden systematisch als Histatin-1 bis Histatin-12 durchnummeriert. Die wichtigsten sind Histatin-1, -3 und -5, welche insgesamt 85 bis 90 Prozent der Gesamthistatinmenge bilden.
Die 12 Histatine werden von zwei Genen, HTN1 und HTN3 codiert und aus den 57 bzw. 51 Aminosäuren langen Vorläufern mithilfe von Proteasen zurechtgeschnitten:
```
        10         20         30         40         50 
MKFFVFALVL ALMISMISAD SHEKRHHGYR RKFHEKHHSH REFPFYGDYG SNYLYDN   HTN1 Genprodukt
                    D SHEKRHHGYR RKFHEKHHSH REFPFYGDYG SNYLYDN   Histatin-1
                                 RKFHEKHHSH REFPFYGDYG SNYLYDN   Histatin-2

        10         20         30         40         50 
MKFFVFALIL ALMLSMTGAD SHAKRHHGYK RKFHEKHHSH RGYRSNYLYD N         HTN3 Genprodukt
                    D SHAKRHHGYK RKFHEKHHSH RGYRSNYLYD N         Histatin-3
                                 RKFHEKHHSH RGYRSNYLYD N         Histatin-4
                    D SHAKRHHGYK RKFHEKHHSH RGY                  Histatin-5
                    D SHAKRHHGYK RKFHEKHHSH RGYR                 Histatin-6
                                 RKFHEKHHSH RGY                  Histatin-7
                                  KFHEKHHSH RGY                  Histatin-8
                                 RKFHEKHHSH RGYR                 Histatin-9
                                  KFHEKHHSH RGYR                 Histatin-10
                         KRHHGYK R                               Histatin-11
                         KRHHGYK                                 Histatin-12
```

## Hintergrund
Histatine sind kationische Proteine, die reich an Histidin sind. Sie hemmen bakterielle Proteasen und wirken antimikrobiell und fungistatisch. Daher auch die Empfehlung, die eigenen Wunden mit Speichel zu benetzen, wenn nichts anderes zur Verfügung steht.